# Georges d'Armagnac
Georges d'Armagnac, né en 1501 et mort en 1585 à Avignon, est un homme d'Église français du XVIe siècle. Il est successivement évêque de Rodez, archevêque de Tours, archevêque de Toulouse, puis d'Avignon. Il est élevé au cardinalat le 19 décembre 1544 par le pape Paul III.

## Biographie
Georges d'Armagnac est un membre de la Maison d'Armagnac issue du lignage des anciens ducs de Gascogne dont l'origine remonte au VIIIe siècle ou IXe siècle. Il est le fils de Pierre d'Armagnac, bâtard de Charles Ier d'Armagnac, et capitaine des guerres d'Italie. Pierre fut légitimé par le roi Louis XII en 1502. Il était comte de l'Isle-Jourdain. Sa mère était Fleurette de Lupé.
Il est élevé par les soins du cardinal Louis II d'Amboise, évêque d'Albi (et neveu du cardinal Georges d'Amboise), auquel il témoigne par la suite sa reconnaissance, en lui faisant dresser un mausolée à Notre-Dame-de-Lorette. Il devient à partir de 1522 l'homme de confiance de Marguerite d'Angoulême qui deviendra reine de Navarre et à laquelle il restera fidèle jusqu'à sa mort, en 1549. Dans son activité à la cour, c'est un fidèle du connétable de Montmorency. Il est abbé commendataire de l'abbaye Saint-Ambroix de Bourges, de l'abbaye de la Roë en Anjou, puis administrateur (1550-1575) et abbé (1579-1582) de l'abbaye de Lagrasse en Languedoc. Il fut aussi abbé de Conques en Rouergue (1556-1564), et dom d'Aubrac (1546-1585) .
Il est successivement évêque de Rodez en 1530 (charge qu'il laissera ensuite à son neveu Jacques de Corneillan), et en même temps administrateur des évêchés de Vabres et de Lectoure, ambassadeur de François Ier à Venise de 1536 à 1539, à Rome de 1540 à 1545 puis de 1547 à 1549, de 1554 à 1557 et de 1559 à 1560, lieutenant général du roi de Navarre, lieutenant général du roi de France en Languedoc en 1552, 1557, 1560, archevêque de Tours de 1548 à 1551, évêque administrateur de Lescar en 1555 et 1556, archevêque de Toulouse de 1562 à 1584, associé, en qualité de colégat, à cardinal de Bourbon de 1565 à 1572, légat du pape Avignon de 1572 à 1585.
Il a participé aux dernières guerres d'Italie et aux premières guerres de religion avec son cousin Blaise de Monluc et a réussi à conserver Avignon et le Comtat au Saint-Siège, au milieu des guerres civiles qui désolaient les provinces voisines entre 1565 et 1585. Paul III l'avait créé cardinal le 19 décembre 1544 à la demande de Marguerite de Navarre. Il succéda, en 1577, à Félicien Capiton, au siège d'Avignon, où il fit plusieurs fondations religieuses, et y mourut en 1585.
D'Armagnac protégea les gens de lettres : Pierre Gilles, Pierre de Paschal Guillaume Philandrier et l'architecte Serlio, le médecin et dentiste Urbain Hémard, les musiciens Guillaume Boni probablement, Antoine de Bertrand peut-être et Jean Yssandon sûrement ; il les faisait connaître à François Ier, Henri II et Charles IX, et en hébergeait à Rome, Rodez et Toulouse puis Avignon. Les Mémoires de Condé contiennent deux lettres de ce prélat, une à la reine de Navarre, pour lui faire des remontrances sur le fait qu'elle faisait arracher les images, enlever les ornements, détruire les autels et les fonts baptismaux de l'église de Lescar ; l'autre, à Louis d'Albret, évêque de cette ville, qui consentait à ces désordres.
Ce cardinal a édité des Statuts synodaux pour l'évêché de Rodez, imprimés à Lyon, en 1556, in-8°. Il a publié de nouveaux livres liturgiques dans son diocèse de Rodez mais s'est aussi beaucoup intéressé à la langue vulgaire, publiant en rouergat l'Instruction dels rictors, vicaris et autres ayants charge d'armas aus diocesis de Rodes et de Vabres de Jean Gerson, Rodez, 1556 (réédition 1982 par Jean Delmas). En français, les Advis et remedes souverains pour se garder de peste en temps suspet, Toulouse, 1558; Instruction chrestienne… pour estre baillee a ses diocesains, Toulouse, 1562; La forme que fault tenir pour denombrer le temporel de l'Église, Toulouse, 1564... On conserve de lui de nombreuses lettres, dispersées dans divers dépôts, en cours d'édition dans les Documents Inédits de l'Histoire de France' (CTHS).
L'inventaire de sa bibliothèque est transcrit dans la préface du Catalogue général des manuscrits des bibliothèques publiques de France, t. 27 : Avignon, éd. L.-H. Labande (Paris : 1894), p. X-XII. Ce fonds fut entièrement légué au chapitre métropolitain d'Avignon.
Il eut à Rodez une fille naturelle baptisée Fleurette (Floretta en occitan) qui épousa en 1565 Blaise de Villemur, baron de Pailhès.